# Placido Celi
Placido Celi (Messina, 1645 – Messina, 1710) è stato un pittore italiano.

## Biografia
Allievo di Agostino Scilla, quest'ultimo impressionato per l'inclinazione al disegno, alla plastica e alla figura con cui venivano modellati i soggetti in esame.
Grazie al maestro usufruì di un lungo soggiorno romano ove ebbe modo frequentare le botteghe di Carlo Maratta e Morandi. Alternò permanenze nella città natale e la Città Eterna, ove sono presenti alcune delle sue opere, conducendo una vita caratterizzata da dissolutezze frammiste a periodi di inoperosità. Poche opere nel capoluogo peloritano scamparono alle distruzioni apportate dagli eventi sismici del 1783 e del 1908.
All'interno della chiesa di San Domenico è documentata la sepoltura, morte avvenuta a Messina il 1º aprile 1710.

## Opere

### Forza d'Agrò
- XVII secolo, San Gaetano e la Vergine, dipinto, opera custodita nel duomo della Santissima Annunziata.

### Messina
- XVII secolo, Presepio o Natività, replica ispirata all'omonima opera di Carlo Maratta della chiesa di San Giuseppe dei Falegnami, dipinto inviato al duca di Saponara.
- XVII secolo, Immacolata Concezione, dipinto, opera documentata nella chiesa di Gesù e Maria della Concezione di Borgo San Giovanni.[1][2]
- 1702 11 agosto, Apparato effimero per le feste organizzate in onore del principe Luigi Alessandro di Borbone, conte di Tolosa, figlio naturale di Luigi XIV, opera innalzata in piazza del Duomo a spese del clero.
- 1702, Anime del Purgatorio ed il Crocifisso spirante, dipinto, opera documentata nella cattedrale di San Nicolò all'Arcivescovado, oggi custodita nel Museo regionale.[1]
- 1702c., Vergine seduta che scrive alla città, dipinto, opera documentata nella sede della Congregazione di Maria Vergine della Sacra Lettera.[1]
- 1702c., Ambasceria della città di Messina alla Vergine, dipinto, opera documentata nella sede della Congregazione di Maria Vergine della Sacra Lettera.[1]
- 1702c., Adorazione dei Pastori, Adorazione dei Magi, Davide e Isaia, dipinti su tela, opere documentate nella primitiva chiesa del monastero di Santa Maria dell'Alto, oggi santuario della Madonna di Montalto.[1]
- XVIII secolo, Transito di San Giuseppe, dipinto, opera documentata nella chiesa di San Giovanni Battista del Collegio dei Gesuiti.
- XVII secolo, San Giuseppe col bambino, dipinto, opera documentata nel basilica cattedrale metropolitana della Madonna della Lettera.

### Roma
- XVII secolo, Santa Teresa, Gesù e la Madonna, tuttora conservata nella quarta cappella a sinistra della chiesa di Santa Maria in Traspontina.[1]
- XVII secolo, San Leopoldo inginocchiato, dipinto, opera andata dispersa e documentata nella chiesa di Santa Maria dell'Anima.[1]

### Estero
- XVII secolo, Tempio della salute con l'Aurora, dipinto, commissione del console di Francia, opera trasferita in Francia.